# Fontána Obilné zrno
Fontána Obilné zrno je kašna na benešovském Masarykově náměstí, a současně jediná kašna, která se na všech benešovských náměstích nachází. Kašna má kruhovitý tvar, je nepravidelně přerušována vodními kanálky a z jejího korpusu ční model obilného zrna. Kašna je obkroužena čtyřmi řadami laviček, které jsou uchyceny do masivních kamenných květináčů zaoblených tvarů, vytvářejících sekundární kruhovou strukturu. Kašna byla postavena v roce 1986, jejím autorem je Lubomír Růžička a spoluautorem Václav Tůma. Kašna v letních měsících nahrazuje dětem brouzdaliště, v zimních bývá ozdobena světelnou výzdobou.